# Hieracium neo-herrerae
Hieracium neo-herrerae là một loài thực vật có hoa trong họ Cúc. Loài này được Zahn mô tả khoa học đầu tiên năm 1927.